# Zoran Lilić
Zoran Lilić (v srbské cyrilici Зоран Лилић; 27. srpna 1953, Brza Palanka, FNRJ) byl srbský politik a po krátkou dobu také i prezident Svazové republiky Jugoslávie.

## Biografie
Základní a střední školu vystudoval v rodné Brzé Palance. Poté studoval Technologicko-metalurgickou fakultu na Bělehradské univerzitě. Následně pracoval v továrně na výrobu gumy "Rekord" v Rakovici. Po 12 letech práce v tomto podniku, kde byl zaměstnán na řadě různých pozic, se stal v roce 1983 jeho generálním ředitelem. Poté byl také i ředitelem srbské hospodářské komory.
Byl poslancem Socialistické strany Srbska v srbské skupštině. Později byl zvolen i za předsedu parlamentu. Zastával také funkci ve Vrchní obranné radě.
Poté, co byl z funkce prezidenta Svazové republiky Jugoslávie odvolán Dobrica Ćosić v roce 1993, zastával formálně nejvyšší státnickou funkci až do roku 1997. Jako prezident však plnil víceméně formální úlohu; stal se sice nejmladší hlavou státu v dějinách země;[zdroj?] Svazová republika Jugoslávie nicméně byla vzhledem k probíhající válce v Bosně a Hercegovině a Chorvatsku v značné politické izolaci. Poté, co byl Lilić jmenován za prezidenta, mu přišly blahopřejné telegramy pouze z Libye, Zimbabwe, Ruska, Rumunska a Republiky srbské.
V roce 1997 v prezidentských volbách v druhém kole neuspěl. Stal se místopředsedou vlády Momira Bulatoviće, a to až do srpna 1999. Poté se stal poradcem Slobodana Miloševiće pro oblast hospodářských vztahů se zahraničím. V roce 2000 založil Srbskou sociálnědemokratickou stranu, která měla následovat ideály Svetozara Markoviće. Nepodařilo se mu jí však dostat více do politického popředí. Po jisté době se tak Lilić vrátil zpět do Socialistické strany, následníka Svazu komunistů. V roce 2008 se stal přeedsedou správní rady srbského provozovatele silnic.